# Чемпионат СССР по хоккею с шайбой 1957/1958 (составы)
Составы команд, участвовавших в чемпионате СССР по хоккею с шайбой 1957/58.

## 1. ЦСК МО
Вратари: Григорий Мкртычан, Николай Пучков.

Защитники: Юрий Баулин (5 голов), Владимир Брежнев, Генрих Сидоренков (2), Николай Сологубов (8), Иван Трегубов (5), Дмитрий Уколов (1).

Нападающие: Вениамин Александров (32), Владимир Брунов (21), Леонид Волков (8), Игорь Деконский (7), Владимир Елизаров (11), Александр Комаров (11), Юрий Копылов (19), Константин Локтев (28), Юрий Пантюхов (17), Валентин Сенюшкин (5), Александр Черепанов (13).

Старший тренер: Анатолий Тарасов.

## 2. «Крылья Советов»
Вратари: Евгений Еркин, Борис Запрягаев.

Защитники: Юрий Долягин, Эдуард Иванов (1), Альфред Кучевский (2), Александр Прилепский (5), Алексей Сафронов, Борис Седов (3), Анатолий Сорокин.

Нападающие: Михаил Бычков (24), Владимир Гребенников (31), Евгений Грошев (14), Алексей Гурышев (40), Анатолий Киселёв (12), Юрий Масленников (9), Сергей Митин (8), Виктор Пряжников (13), Николай Хлыстов (17), Юрий Цицинов (15), Юрий Копылов.

Старший тренер: Владимир Егоров.

## 3. «Динамо»
Вратари: Борис Зайцев, Владимир Чинов.

Защитники: Александр Волков, Виталий Давыдов (1), Павел Жибуртович (1), Николай Карпов (4), Виталий Костарев, Анатолий Сергеев (1), Виктор Тихонов (1).

Нападающие: Юрий Крылов (12), Валентин Кузин (17), Владимир Лихачёв[уточнить], Владимир Новожилов (10), Вячеслав Орчаков (6), Борис Петелин (4), Станислав Петухов (16), Александр Солдатенков (9), Александр Уваров (8), Евгений Флейшер, Валентин Чистов (12), Владимир Юрзинов (4).

Старший тренер: Аркадий Чернышёв.

## 4. «Локомотив»
- вр Брыков, Виктор Николаевич
- вр Платов, Анатолий Сергеевич
- вр Ханбекян, Анатолий Джекович
- защ Андрианов, Геннадий Иванович
- защ Орехов, Михаил Михайлович
- защ Рыжов, Михаил Иванович
- защ Спиркин, Борис Николаевич
- защ Фадин, Анатолий Александрович
- нап Величкин, Виктор Анатольевич
- нап Волков, Юрий Александрович
- нап Михеев, Анатолий Александрович
- нап Николаев, Юрий Никанорович
- нап Ржевцев, Михаил Михайлович
- нап Снетков, Николай Афанасьевич
- нап Цыплаков, Виктор Васильевич
- нап Чумичкин, Юрий Николаевич
- нап Якушев, Виктор Прохорович
- Старший тренер: Анатолий Кострюков

## 5. «Авангард» Ленинград
- вр Казаков, Виктор Иванович
- вр Николаев, Иван Алексеевич
- вр Цветков, Борис Иванович
- защ Антонов, Юрий Евгеньевич
- защ Басюра, Леонид Петрович
- защ Морозов, Виктор Алексеевич
- защ Чуркин, Виктор Васильевич
- нап Борисов, Юрий Павлович
- нап Булатов, Станислав Вячеславович
- нап Бунин, Анатолий Степанович
- нап Быстров, Валентин Александрович
- нап Гаврилов, Николай Васильевич
- нап Горевалов, Анатолий Александрович
- нап Лапин, Франц Иванович
- нап Мартынов, Валентин Петрович
- нап Уткин, Валентин Павлович
- нап Фёдоров, Василий Петрович
- нап Хрусталёв, А.
- нап Юдин, Георгий Григорьевич
- Старший тренер: Анатолий Викторов

## 6. «Авангард» Челябинск
- вр Кокшаров, Николай Павлович
- вр Никонов, Юрий Владимирович
- защ Захаров, Николай Иванович
- защ Мурашов, Владимир Гаврилович
- защ Поляков, Эдуард Николаевич
- защ Ржанников, Борис Иванович
- защ Соколов, Борис Николаевич
- защ Столяров, Виктор Иванович
- нап Бурачков, Герман Иванович
- нап Данилов, Альберт Петрович
- нап Данилов, Владимир Петрович
- нап Документов, Рудольф Николаевич
- нап Загородных, Владимир Петрович
- нап Каравдин, Владимир Петрович
- нап Киселев, Владимир Борисович
- нап Курбатов, Владимир Васильевич
- нап Ольков, Анатолий Иванович
- нап Соколов, Виктор Евгеньевич
- Старший тренер: Сергей Захватов

## 7. СКВО Ленинград
- вр Литовко, Станислав Яковлевич
- вр Пецюкевич, Валериан Устинович
- защ Баев, Пётр Семёнович
- защ Волков, Евгений Александрович
- защ Жоголь, Анатолий Иосифович
- защ Китаев, Дмитрий Васильевич
- защ Манеев, Николай Михайлович
- защ Морозов, Виктор Алексеевич
- нап Антонов, Алексей
- нап Бекяшев, Беляй Абдуллович
- нап Елесин, Виктор Иванович
- нап Иванов, Иван Михайлович
- нап Климов, Леонид Александрович
- нап Масленников, Юрий Владимирович
- нап Погребняк, Владимир Владимирович
- нап Преман, Эдгард Эдгардович
- нап Сальников, Сергей Иванович
- нап Сивков, Олег Константинович
- нап Фёдоров, Константин Егорович
- Старший тренер: Евгений Воронин

## 8. «Торпедо»
- вр Коноваленко, Виктор Сергеевич
- вр Курицын, Сергей Иванович
- вр Чихирев, Борис
- защ Балашов, Игорь
- защ Кормаков, Валерий Иванович
- защ Кудряшов, Владимир Данилович
- защ Солодов, Владимир Сергеевич
- защ Шиленков, Леонид Николаевич
- нап Бузинов, Юрий
- нап Дубинин, Анатолий Петрович
- нап Крутов, Геннадий Георгиевич
- нап Крыгин, Геннадий Петрович
- нап Немчинов, Борис Иванович
- нап Орлов, Анатолий Николаевич
- нап Потехов, Юрий Александрович
- нап Рогов, Александр Михайлович
- нап Сахаровский, Роберт Серафимович
- нап Трякин, Алексей Алексеевич
- нап Халаичев, Лев Феоктистович
- нап Чистовский, Игорь Борисович
- нап Шелепнев, Вячеслав Петрович
- нап Шичков, Игорь Алексеевич
- Старший тренер: Дмитрий Богинов

## 9. «Спартак» Москва
- вр Апраксин, Михаил Иванович
- вр Осмоловский, Александр Иванович
- вр Чепыжев, Василий Ермилович
- защ Алексушин, Николай Семёнович
- защ Зотов, Николай Фёдорович
- защ Нилов, Николай Владимирович
- защ Синицын, Евгений Николаевич
- нап Егоров, Анатолий Александрович
- нап Корнеев, Александр Александрович
- нап Кравченко, Юрий Борисович
- нап Кузнецов, Александр Сергеевич
- нап Майоров, Борис Александрович
- нап Майоров, Евгений Александрович
- нап Мальцев, Владимир Михайлович
- нап Никифоров, Виктор Васильевич
- нап Сергеев, Владимир Михайлович
- нап Скибинский, Валентин Афанасьевич
- нап Старшинов, Вячеслав Иванович
- нап Шуленин, Владимир Васильевич
- Старший тренер: Анатолий Сеглин

## 10. «Химик»
- вр Полеев, Евгений Сергеевич
- вр Уланов, Николай Николаевич
- защ Афанасьев, Александр Гаврилович
- защ Кашаев, Александр Иванович
- защ Квасников, Станислав Александрович
- защ Кузнецов, Владимир Николаевич
- защ Леонов, Револьд Александрович
- защ Рагулин, Александр Павлович
- нап Аксёнов, Василий Васильевич
- нап Алексеев, Валентин Петрович
- нап Васильев, Владимир Филиппович
- нап Громов, Юрий Фёдорович
- нап Егоров, Евгений Дмитриевич
- нап Ефимов, Владимир Иванович
- нап Климович, Виктор Порфирьевич
- нап Кутелев, Александр Иванович
- нап Лощинин, Вячеслав Алексеевич
- нап Монахов, Пётр Павлович
- нап Морозов, Юрий Иванович
- нап Никитин, Валерий Александрович
- нап Чуриков, Борис Иванович
- нап Юрзинов, Вячеслав Валентинович
- Старший тренер: Николай Эпштейн

## 11. Команда города Электростали
- вр Королёв, Александр Лаврентьевич
- вр Юшкин, Виктор Константинович
- защ Ильин, Станислав Алексеевич
- защ Лядухин, Юрий Егорович
- защ Машков, Виктор Иванович
- защ Мжачих, Алексей Васильевич
- защ Сергиенко, Валерий Михайлович
- защ Сысоев, Борис Иванович
- защ Хороводников, Евгений Борисович
- нап Андрияхин, Владимир Дмитриевич
- нап Ефремов, Владимир
- нап Ионов, Анатолий Семёнович
- нап Коровкин, Владимир Данилович
- нап Курицын, Владимир Иванович
- нап Ликин, В.
- нап Матвеев, Николай Васильевич
- нап Мискин, Владимир Иванович
- нап Мурашкин, Юрий Павлович
- нап Пронкин, Анатолий Фёдорович
- нап Сайфетдинов, Рашид Абдулхакович
- Старший тренер: Дмитрий Рыжков

## 12. «Спартак» Свердловск
- вр Дедиков, Геннадий Прохорович
- вр Шумков, Владимир Георгиевич
- защ Козлов, Павел Николаевич
- защ Нужин, Борис Александрович
- защ Созинов, Валерий Викторович
- защ Тюрин, Владимир
- защ Чистяков, Геннадий Григорьевич
- защ Язовских, Александр Андреевич
- нап Власов, Виктор
- нап Горбунов, Юрий Аркадьевич
- нап Григорьев, Герман Германович
- нап Гурьевских, Геннадий Яковлевич
- нап Кожурин, Олег Владимирович
- нап Кривохижин, Константин Кириллович
- нап Ноговицын, Евгений Лазаревич
- нап Поспелов, Борис Викторович
- нап Сааль, Юрий Александрович
- нап Фирсов, Юрий Георгиевич
- нап Шкляев, Владимир Авенирович
- Старший тренер: Георгий Фирсов

## 13. СКВО Калинин
- вр Лобков, Лев Георгиевич
- вр Овчуков, Юрий Васильевич
- защ Афанасов, Владимир
- защ Иванов, Анатолий Васильевич
- защ Испольнов, Владимир Николаевич
- защ Лушенков, Алексей
- защ Селифанов, Вячеслав
- нап Возвышаев, Василий Сергеевич
- нап Жуков, Игорь Леонидович
- нап Кутаков, Игорь Владимирович
- нап Малахов, Анатолий Дмитриевич
- нап Науменко, Владимир Андреевич
- нап Пантюхов, Лев Борисович
- нап Парамошкин, Юрий Георгиевич
- нап Плюха, Альберт Григорьевич
- нап Степанов, Игорь Иванович
- нап Шувалов, Виктор Григорьевич
- Старший тренер: Виктор Шувалов

## 14. «Динамо» Новосибирск
- вр Бубенец, Вячеслав Васильевич
- вр Терликов, Борис Михайлович
- защ Алешкович, Адий Борисович
- защ Бирюлинцев, Анатолий Павлович
- защ Михайлов, Юрий Николаевич
- защ Нагих, Владимир Тимофеевич
- защ Радаев, Геннадий Николаевич
- защ Чернявский, Юрий Леонидович
- нап Вяткин, Сергей
- нап Золотухин, Владимир Иванович
- нап Ивлев, Владимир
- нап Картавых, Виктор Макарович
- нап Кунгурцев, Владимир Кузьмич
- нап Миронов, Николай Фёдорович
- нап Поляшов, Анатолий
- нап Стаин, Виталий Иванович
- нап Судоплатов, Юрий Викторович
- нап Тархов, Юрий Павлович
- нап Щемелинский, Владимир Тимофеевич
- Старший тренер: Юрий Паньков

## 15. СК имени Свердлова
- вр Лапин, Иван Алексеевич
- вр Моисеев, Анатолий
- защ Костарев, Виталий Петрович
- защ Курдюмов, Владилен Петрович
- защ Люхин, Евгений Николаевич
- защ Семёнов, Борис Иванович
- защ Сорокин, Олег Михайлович
- нап Бахарев, Юрий
- нап Дёмин, Аркадий Иванович
- нап Ермолаев, Вячеслав Сергеевич
- нап Кондаков, Леонид Владимирович
- нап Лукьянов, Владимир Васильевич
- нап Манылов, Владимир Васильевич
- нап Опарин, Владислав Петрович
- нап Решетов, Олег Степанович
- нап Серегородский, Станислав Николаевич
- нап Соловьёв, Кузьма Андреевич
- нап Финкельштейн, Юрий Леонидович
- нап Фокеев, Владимир Павлович
- Старший тренер: Виталий Костарев

## 16. «Даугава»
- вр Опитс, Улдис Карлович
- вр Янкавс, Улдис
- защ Богданов, Сергей Яковлевич
- защ Браунс, Арнольд Индрихович
- защ Дульнев, Николай Иванович
- защ Крастыньш, Гунарс Арнольдович
- защ Лея, Арно
- защ Шульберг, Янис
- нап Антонов, Алексей П.
- нап Буртниекс, Вилнис Артурович
- нап Гаранин, Лев
- нап Гробиньш, Роланд
- нап Курмелис, Херманис
- нап Огерчук, Лев Андреевич
- нап Пельше, Янис
- нап Ронис, Карлис
- нап Салцевич, Зигвард
- нап Севастьянов, Борис
- нап Фирсов, Михаил Яковлевич
- нап Чейчис, Зигурдс
- нап Якобсон, Андрис
- Старший тренер: Эдгарс Клавс

## 17. «Урожай» Челябинск
- вр Назмутдинов, Роберт Абдуллажанович
- вр Сумин, Геннадий Михайлович
- защ Долинин, Вадим
- защ Кантор, Михаил Иосифович
- защ Колкотин, Виктор Яковлевич
- защ Махов, Александр
- защ Осипенко, Анатолий Митрофанович
- защ Толстик, Владимир Васильевич
- нап Баранов, Виктор
- нап Долженков, Владимир Степанович
- нап Ионов, Василий
- нап Мальцев, Юрий Иванович
- нап Никонов, Юрий Иванович
- нап Сидоренко, Николай Семёнович
- нап Смирнов, Владислав Леонидович
- нап Черненко, Николай Иванович
- Старший тренер: Николай Сидоренко